# Allahu Akbar (hino)
Allahu Akbar ("Alá é Maior") (em árabe: الله أكبر‎), foi o título do hino nacional da República Árabe da Líbia e depois disso Grande Jamairia Árabe Líbia Popular e Socialista. A canção era originalmente uma marcha egipcía que se tornou popular no Egito e na Síria durante a Guerra do Suez de 1956. Foi adotado em 1 de setembro de 1969, pelo então líder líbio Muammar al-Gaddafi como o hino oficial da Líbia, mostrando sua esperança na união do mundo árabe. Substituiu o anterior hino nacional chamado Líbia, Líbia, Líbia o qual foi usado desde sua independência, em 1951.